# Benjamin Kogo
Benjamin Kogo, född 30 november 1945 i Arwos i Kenya, död 20 januari 2022 i Eldoret, var en kenyansk friidrottare.
Kogo blev olympisk silvermedaljör på 3 000 meter hinder vid sommarspelen 1968 i Mexico City.